# 香取神社 (坂東市沓掛)
香取神社（かとりじんじゃ）は、茨城県坂東市の神社。

## 歴史
創建年代は不明である。
享保年間（1716年 - 1736年）に行われた飯沼新田開発に際して、開発事業の成功を祈願した。そして無事成功したので、住民たちは感謝のしるしとして本殿と鳥居を寄進した。
現在、拝殿の裏にある建物は、この本殿を保護する覆屋であり、本殿はこの中にある。この本殿は茨城県の文化財に指定されており、1992年（平成4年）の修復工事で、かつての輝きを取り戻している。

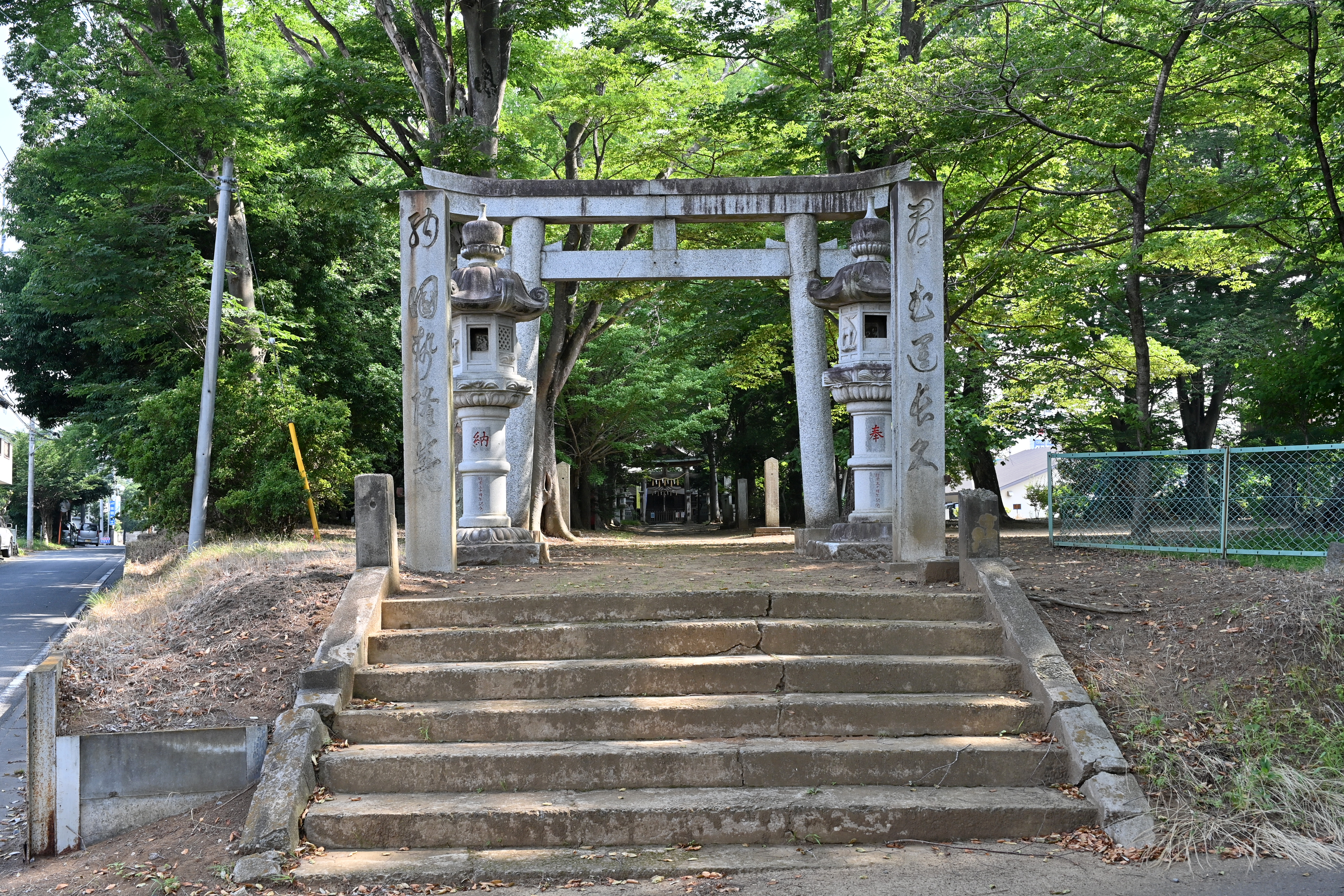
参道入口
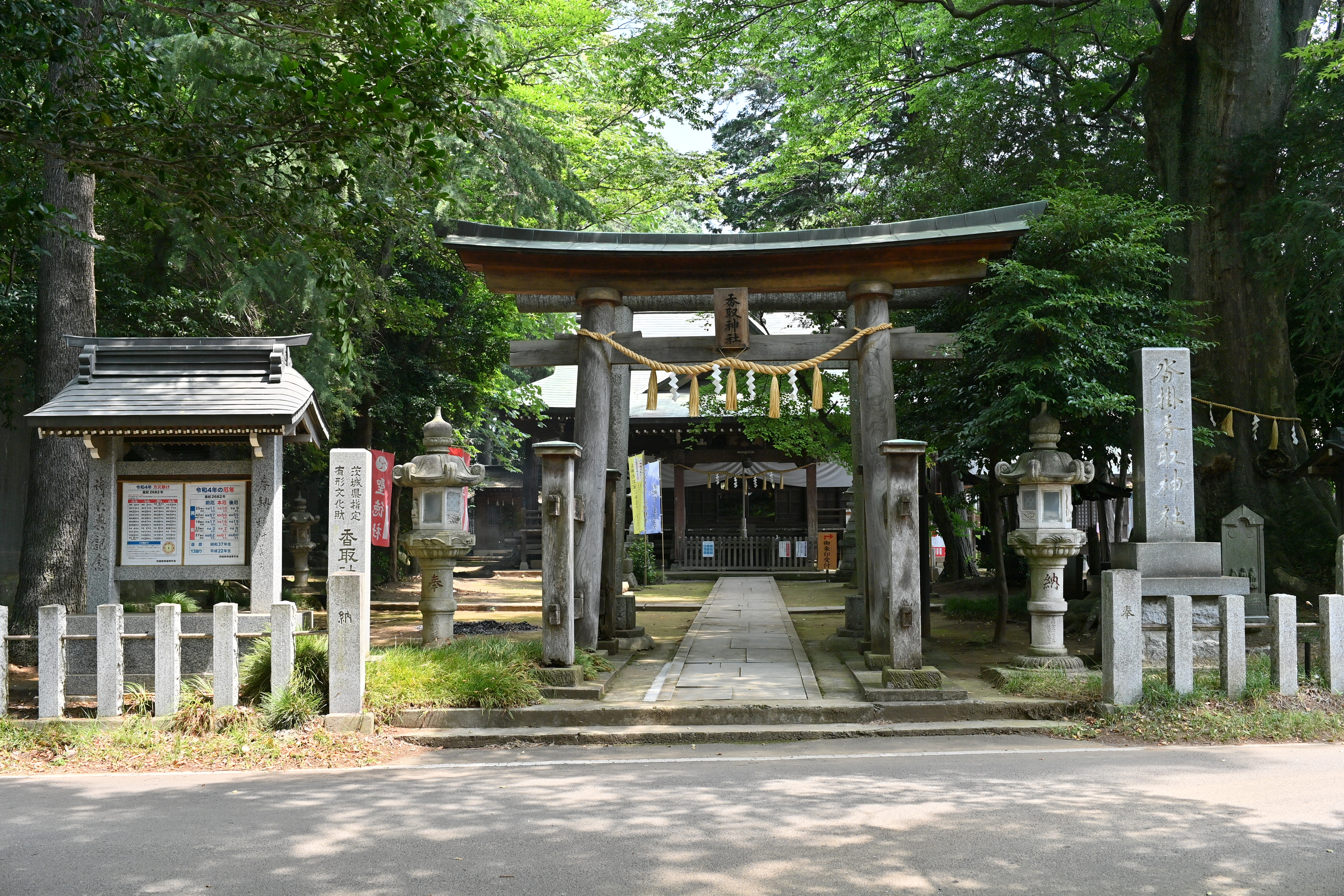
鳥居と拝殿
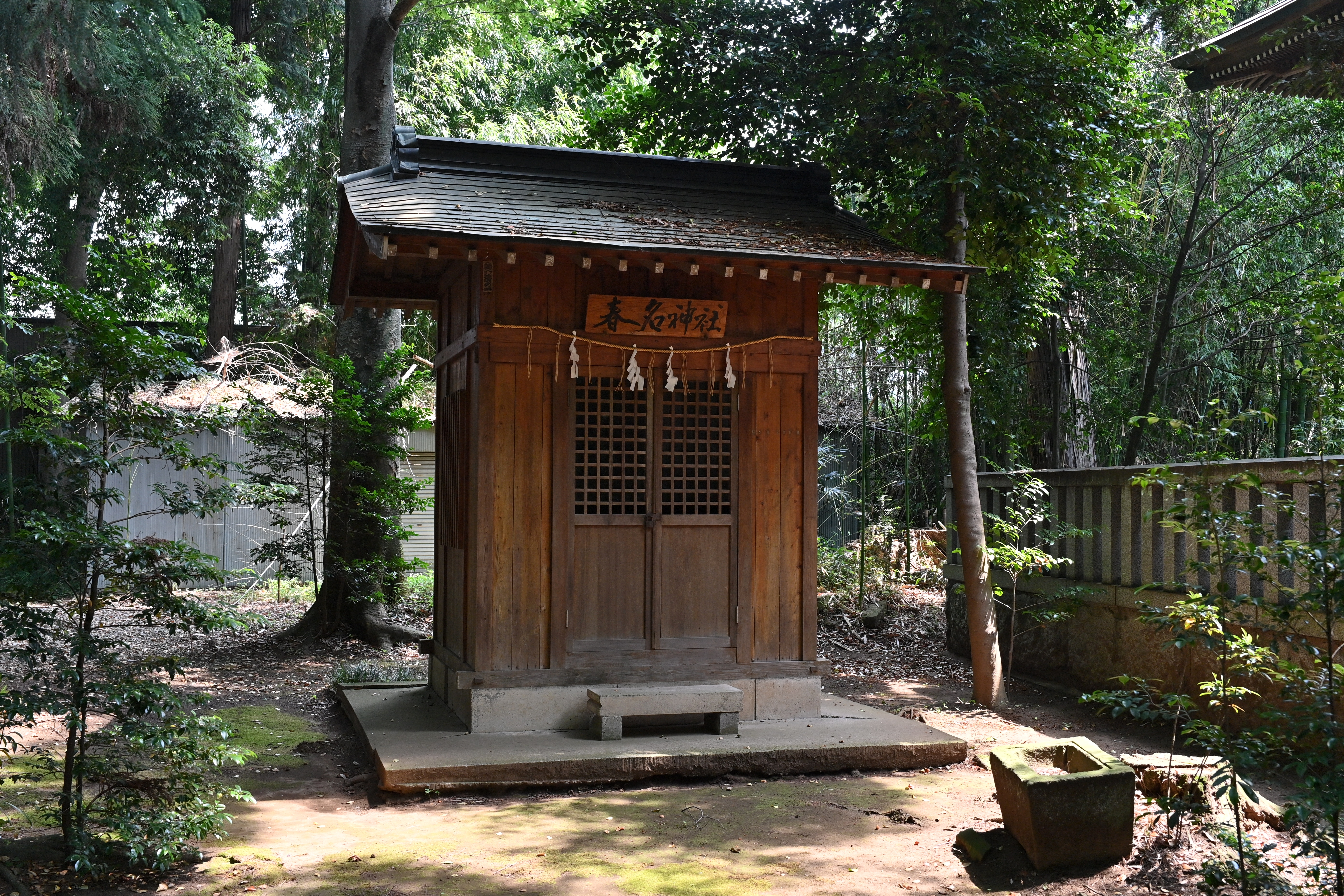
境内にある春名神社

## 文化財
- 香取神社本殿（茨城県指定文化財 昭和52年5月2日指定）[2]
- 奉納絵馬（坂東市指定文化財 昭和53年5月1日指定）[3]

## 交通アクセス
- 坂東ICより車5分。